# Luodian
För andra betydelser, se Luodian (olika betydelser).
Luodian, tidigare stavat Lotien, är ett härad i Qiannan, en autonom prefektur för buyei- och miao-folken i Guizhou-provinsen i sydvästra Kina